# Phyllitis mambare
Phyllitis mambare là một loài dương xỉ trong họ Aspleniaceae. Loài này được Alderw. mô tả khoa học đầu tiên năm 1908.
Danh pháp khoa học của loài này chưa được làm sáng tỏ. 